# مینیشا لامبا
مینیشا لامبا (به انگلیسی: Minissha Lamba) (زاده ۱۸ ژانویه ۱۹۸۳) بازیگر هندی است.
او در فیلم‌های آفرین پدر بازی کرده‌است.

## فیلم‌شناسی
فهرست برخی از فیلم‌هایی که مینیشا لامبا در آن‌ها به ایفای نقش پرداخته‌است:
- آفرین پدر
- بذله‌گو
- آنتونی کیست؟
- آدم‌ربایی
- ده داستان
- منطقه قاضی‌آباد
- زیبارویان فرار کنید
- سفر ماه عسل با پی‌وی‌تی.ال‌تی‌دی
- آنامیکا
- شجاعت
- شرکت
- دو مشکل دی